# Jèrriais
Jèrriais ist eine vom Aussterben bedrohte Sprache in Jersey (Jèrri) und wird von den Einheimischen auf Englisch auch Jersey-French genannt. Es gehört zur normannischen Dialektgruppe der Langues d’oïl.
Jèrriais ist in den Schulen Jerseys kein Hauptfach mehr, kann jedoch als Nebenfach belegt werden.